# Колонија Бод (Брашов)
Колонија Бод (рум. Colonia Bod) насеље је у Румунији у округу Брашов у општини Бод. Oпштина се налази на надморској висини од 502 m.

## Становништво
Према подацима из 2002. године у насељу је живело 1916 становника.

### Попис2002.
| Расподела становништва по националности 2002.‍ | Расподела становништва по националности 2002.‍ | Расподела становништва по националности 2002.‍ | Расподела становништва по националности 2002.‍ | Расподела становништва по националности 2002.‍ |
| --------------------------------------------- | --------------------------------------------- | --------------------------------------------- | --------------------------------------------- | --------------------------------------------- |
|                                               |                                               |                                               |                                               |                                               |
| Румуни                                        | Румуни                                        |                                               | 1.471                                         | 76,9%                                         |
| Мађари                                        | Мађари                                        |                                               | 418                                           | 21,9%                                         |
| Немци                                         | Немци                                         |                                               | 23                                            | 1,2%                                          |